# 마포고 사자 연합
마포고 사자 연합(Mapogo lion coalition)은 2006년부터 2012년까지 크루거 국립공원의 사비 모래 사냥감 보호구역(Sabi Sand Game Reserve) 지역을 지배했던 수컷 남아프리카 사자 무리였다. 연구원들은 이 연합을 잔인한 보안 회사의 이름을 따서 명명했다.
연합은 약 70,000 헥타르(170,000 에이커, 700 km2)에 달하는 지역을 점령하고 지배하는 데 있어 엄청난 세력과 힘으로 악명을 떨쳤다. 마포고 연합은 1년 남짓 동안 40마리가 넘는 사자와 새끼를 죽인 것으로 추정된다. 이렇게 넓은 지역을 포함한다는 점을 고려하면 통계 수치는 더 높을 수 있다. 최고조에 달했을 때 연합은 지도자 마쿨루(Makulu 또는 Makhulu), 라스타(Rasta), 흉터(Scar), 예쁜 소년(Pretty Boy), 특이한 꼬리(Kinky Tail) 및 T씨(Mr. T)의 여섯 마리의 수컷으로 구성되었다.

## 역사
마포고 연합은 말라 말라 사냥감 보호구역(Mala Mala Game Reserve)의 "순회들판 가족"(에어필드 가족(Eyrefield Pride). 또는 스파르타 가족(Sparta Pride))에서 유래하여 2006년 서부 구역으로 이동했다.

### 마힌히라네의 도착
마힌히라네(Majingilane, 마진지라네, 마징기레인)

## 같이 보기
- 사자
- 판테라 레오 멜라노카이타(Panthera leo melanochaita)
- 사냥감 보호구역(game reserve)
- 사비 모래 사냥감 보호구역(Sabi Sand Game Reserve)
- 말라 말라 사냥감 보호구역(Mala Mala Game Reserve)
- 샤카 카센잔가코나